# Ignacio López Rayón, Campeche
Ignacio López Rayón är en ort i Mexiko.   Den ligger i kommunen Champotón och delstaten Campeche, i den östra delen av landet, 900 km öster om huvudstaden Mexico City. Ignacio López Rayón ligger 38 meter över havet och antalet invånare är 199.
Terrängen runt Ignacio López Rayón är platt. Runt Ignacio López Rayón är det glesbefolkat, med 11 invånare per kvadratkilometer. Närmaste större samhälle är Carlos Salinas de Gortari, 16,7 km norr om Ignacio López Rayón. I omgivningarna runt Ignacio López Rayón växer i huvudsak städsegrön lövskog.